# Familia de la Roche

Escudo de armas de la Casa de la Roche.

La familia de la Roche es una noble dinastía francesa originaria de La Roche-sur-l'Ognon, una antigua comuna de Rigney en el antiguo Franco Condado de Borgoña (actual Franco Condado, Francia).
La familia dio nacimiento a los primeros duques de Atenas con la participación de Otón de la Roche en la Cuarta Cruzada entre 1204 y 1205, y que recibió primero el título de «Megas Quiris» (Gran Señor). Otón transfirió el señorío a su hijo de Guido I, que recibió el título de duque a partir de 1260. Guido también fue el señor de Tebas, y señor de Argos y Nauplia, en el Principado de Acaya. Los descendientes de Guido I gobernaron el ducado hasta 1308, fecha en que murió Guido II, el último duque de la Roche. Siendo protegida por las cortes que regían la nobleza antes de la Revolución Francesa, el apellido fue protegido, y por lo tanto, todos aquellos de apellido De la Roche son descendientes directos de los duques.

## Miembros
1. Poncio de la Roche, en 1100, fundador de la abadía cisterciense de Bellevaux (1119)
  1. Poncio I de la Roche (¿?), primer abad de la Bellevaux
  2. Hugo de la Roche, fallecido alrededor de 1180: señor de la Roche y Roulans
  3. Otón de la Roche, fallecido alrededor de 1161
    1. Poncio II de la Roche, señor de Ray-sur-Saône en 1159
      1. Otón I de la Roche, fallecido en 1234, señor de Atenas desde 1205 hasta 1225
        1. Guillermo de la Roche, señor de Veligosti y Damala desde 1218 hasta 1262
        2. Guido I de la Roche, fallecido en 1263, señor de Atenas desde 1225 y duque desde 1260
          1. Juan I de la Roche, fallecido en 1280, duque de Atenas desde 1263
          2. Guillermo I de la Roche, fallecido en 1287, duque de Atenas desde 1280, bailío de Acaya, señor de la mitad de Tebas desde 1280; se casó con Helena Comnena Ducaina, hija de Juan I Ducas de Tesalia
            1. Guido II de la Roche, 1280 – 1308, duque de Atenas desde 1287 hasta 1308; se casó con Matilde de Henao, hija del príncipe de Acaya Florent de Henao e Isabel de Villehardouin

          3. Alicia de la Roche, fallecida en 1282, se casó con Juan II de Ibelín, señor de Beirut
          4. Margarita, fallecida en 1293, se casó con Enrique I, conde de Vaudémont
          5. Isabel de la Roche fallecida antes de 1291, se casó primero con Godofredo de Briel, después con Hugo de Brienne, conde de Lecce

        3. Otón II de la Roche, señor de Ray

    2. Otón de la Roche